# Chalnakhel
Chalnakhel es un pueblo ubicado en el distrito de Katmandú, provincia de Bagmati, Nepal.

## Superficie
Cuenta con una superficie de 5,5 kilómetros cuadrados.

## Demografía
Datos hasta 2015
- Población: 7254 habitantes.[1]
- Densidad de población: 1,312 habitantes por kilómetro cuadrado.[1]
- Población masculina: 3702 (51%)[1]
- Población femenina: 3552 (49%)[1]